# 5423 Horahořejš
Az 5423 Horahořejš a Naprendszer kisbolygóövében található aszteroida. Zdeňka Vávrová fedezte fel 1983. február 16-án.

## Kapcsolódó szócikk
- Kisbolygók listája (5001–5500)